# ジェイムズ・ベレスフォード
ジェイムズ・リチャード・ベレスフォード（James Richard Beresford, 1989年1月19日 - ）は、オーストラリア連邦ビクトリア州モナシュ市出身の元プロ野球選手（遊撃手）。右投左打。

## 経歴
2005年に16歳でミネソタ・ツインズと契約を結んだ。
2009年開幕前の3月に開催された第2回WBCのオーストラリア代表に選出された。
2013年開幕前の3月に開催された第3回WBCのオーストラリア代表に選出され、2大会連続2度目の選出となった。
2015年11月6日にFAとなったが、12月8日にツインズとマイナー契約を結んだ。
2016年はメジャーのスプリングトレーニングに参加した。開幕前の1月28日に第4回WBC予選のオーストラリア代表に選出された。同大会でオーストラリアは本戦出場を決めている。
シーズンでは9月6日にメジャー契約を結んでアクティブ・ロースター入りし、10日のクリーブランド・インディアンス戦でメジャーデビュー。この年は10試合に出場し、打率.227・OPS0.534という成績を記録。守備面では一塁手を6試合・三塁手を3試合・二塁手を1試合と、遊撃手を除く内野手の全ポジションを守った。9月26日のカンザスシティ・ロイヤルズ戦で同じオーストラリア出身のピーター・モイランと対戦し、オーストラリア対決が実現した。10月17日に40人枠から外れ、11月7日にFAとなった。

### ツインズ退団後
2017年2月9日に第4回WBC本戦のオーストラリア代表に選出され、3大会連続3度目の選出を果たした。

## 詳細情報

### 年度別打撃成績
| 年 度    | 球 団    | 試 合 | 打 席 | 打 数 | 得 点 | 安 打 | 二 塁 打 | 三 塁 打 | 本 塁 打 | 塁 打 | 打 点 | 盗 塁 | 盗 塁 死 | 犠 打 | 犠 飛 | 四 球 | 敬 遠 | 死 球 | 三 振 | 併 殺 打 | 打 率 | 出 塁 率 | 長 打 率 | O P S |
| -------- | -------- | ----- | ----- | ----- | ----- | ----- | -------- | -------- | -------- | ----- | ----- | ----- | -------- | ----- | ----- | ----- | ----- | ----- | ----- | -------- | ----- | -------- | -------- | ----- |
| 2016     | MIN      | 10    | 24    | 22    | 0     | 5     | 1        | 0        | 0        | 6     | 0     | 0     | 0        | 1     | 0     | 1     | 0     | 0     | 6     | 0        | .227  | .261     | .273     | .534  |
| MLB：1年 | MLB：1年 | 10    | 24    | 22    | 0     | 5     | 1        | 0        | 0        | 6     | 0     | 0     | 0        | 1     | 0     | 1     | 0     | 0     | 6     | 0        | .227  | .261     | .273     | .534  |

### 背番号
- 30 (2016年)

### 代表歴
- 2009 ワールド・ベースボール・クラシック・オーストラリア代表
- 2013 ワールド・ベースボール・クラシック・オーストラリア代表
- 2017 ワールド・ベースボール・クラシック予選 オーストラリア代表
- 2017年の野球オーストラリア代表による韓国遠征
- 2017 ワールド・ベースボール・クラシック・オーストラリア代表